# 童话大王
《童话大王》是一本由郑渊洁作为唯一撰稿人，专门刊登郑渊洁作品的杂志。

## 概况
《童话大王》创刊于1985年5月，当时郑渊洁联系到共青团山西省团委，协助创立了这份杂志，他还提出了以版税来代替稿费。创刊号共印了13万册，此后的印数逐渐上升。1988年印数超过100万册。

## 大事记
1985年至1990年，《童话大王》是双月刊。1991年第一期开始改为月刊。
1990年4月4日由台湾牛顿出版公司在台湾代理出版《童话大王～郑渊洁作品月刊》。
2005年7月起，改为半月刊。其中，上半月为文字版，下半月为漫画版。
2001年开始，中央电视台等媒体批评《童话大王》的部分作品是“少儿不宜”。从2002年开始，《童话大王》不再连载郑渊洁新作品，改为重新刊登旧作品。
2004年开始，《童话大王》杂志开始连载《皮皮鲁和419宗罪》，这是郑渊洁为其子郑亚旗专门创作的童话体教科书系列中的“法制篇”。
2005年5月，《童话大王》创刊20周年。郑渊洁先后在北京大学、清华大学发表演讲和与读者见面。中央电视台专门拍摄了纪念郑渊洁一个人写《童话大王》20周年特别节目。杂志社为此特别发行了《郑渊洁一个人写〈童话大王〉月刊20年纪念册》，包括画册与光盘。其中收录了《郑渊洁与郑亚旗特别对话录》，照片，20年全部封面，郑渊洁生活、写作录像等内容。特别收录了由郑渊洁编剧、郑亚旗导演、郑渊洁和家人出演的家庭短剧《鼓励能将白痴变成天才》，以及郑渊洁特别为纪念册撰写的短篇童话。
2021年12月15日，郑渊洁在微博上宣布《童话大王》自2022年起停刊，原因是其本人精力有限，只能停止寫作《童話大王》月刊，并表示将更多精力與一些惡意搶注的672个商標維權，直至所有商标维权成功才会复刊。